# ديليو فرنانديز كروز
ديليو فرنانديز كروز (بالإنجليزية: Delio Fernández)‏ (و. 1986  م) هو راكب دراجة هوائية إسباني، ولد في موانيا، بونتيفيدرا، شارك في طواف إسبانيا، مركز لعبه هو متخصص التسلق ‏.

## سجل الفوز

### سباقات أو مراحل فاز بها
| التاريخ        | السباق                     | المركز                                          |
| -------------- | -------------------------- | ----------------------------------------------- |
| 10 أبريل 2011  | كلاسيكا بريمافيرا 2011     | السادس في التصنيف العام                         |
| 01 يناير 2013  | طواف كوميونيداد مدريد 2013 | المركز الثالث                                   |
| 01 يناير 2014  | طواف البرتغال 2014         | المركز الثالث                                   |
| 29 مارس 2015   | فولتا الينتيخو 2015        | المركز الثاني                                   |
| 04 أبريل 2015  | جائزة ميغيل إندوراين 2015  | المرتبة 20 في التصنيف العام                     |
| 19 أبريل 2015  | طواف كاستيلون 2015         | الخامس في التصنيف العام                         |
| 08 مايو 2016   | أربعة أيام من دونكيرك 2016 | السادس في التصنيف العام                         |
| 09 يوليو 2016  | طواف النمسا 2016           | الثاني في تصنيف النقاط، الرابع في التصنيف العام |
| 08 يوليو 2017  | طواف النمسا 2017           | الفائز في التصنيف العام                         |
| 27 يناير 2018  | طواف الشارقة 2018          | العاشر في التصنيف العام، الخامس في تصنيف الجبال |
| 30 سبتمبر 2018 | طواف ألماتي 2018           | السابع في تصنيف النقاط، التاسع في تصنيف الجبال  |

## روابط خارجية
- ديليو فرنانديز كروز على موقع الاتحاد الدولي للدراجات (الإنجليزية)
- ديليو فرنانديز كروز على موقع أرشيف الدراجات (الإنجليزية)
- ديليو فرنانديز كروز على موقع إحصائيات الدراجات الإحترافية (الإنجليزية)
- ديليو فرنانديز كروز على موقع نسبة الدراجات (الإنجليزية)